# Studánka V Pekelném dole
Studánka v Pekelném dole je vodní pramen, který se nachází pod vrcholem kopce Mezihoří v katastru obce Čavisov v okrese Ostrava-město v Moravskoslezském kraji. Voda ze studánky teče do Porubky (přítok řeky Odry). Pramen je přístupný na příkrém svahu a nachází se vedle turistické stezky z „Mezihoří - rozcestí“ na „Okluk“. Studánka, o kterou se starají skauti z Klimkovic, je od r. 2015 zastřešená a na místě je dřevěná socha Skřeta a také lávka na sezení. Pekelný důl, ve kterém se studánka nachází, působí dojmem divoké krajiny.

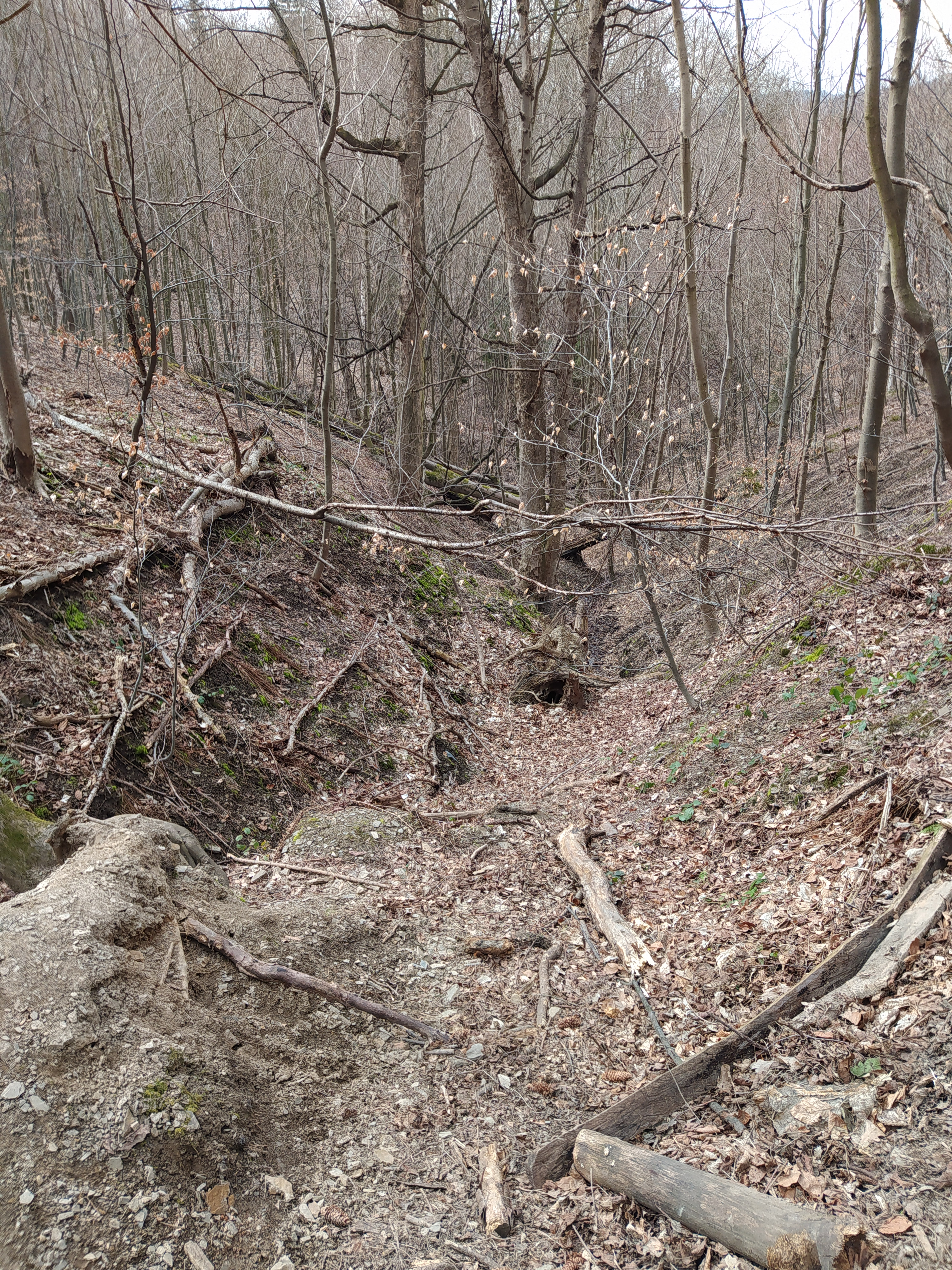
Pekelný důl pod studánkou V Pekelném dole

## Další informace
Sochu Skřeta vytvořil na Řezbářském sympoziu v Klimkovicích polský řezbář Francziszek Piecha, kde vyhrála Cenu diváka.
V okolí se také nacházejí další udržované studánky.
Poblíž, jihozápadním směrem se nachází tok potoka Polančice.